# Кросбітон (Техас)
Кросбітон (англ. Crosbyton) — місто (англ. city) в США, в окрузі Кросбі штату Техас. Населення — 1492 особи (2020).

## Географія
Кросбітон розташований за координатами 33°38′29″ пн. ш. 101°14′16″ зх. д. / 33.64139° пн. ш. 101.23778° зх. д. (33.641298, -101.237720).  За даними Бюро перепису населення США в 2010 році місто мало площу 5,47 км², уся площа — суходіл.

### Клімат
| Клімат : Кросбітон    | Клімат : Кросбітон | Клімат : Кросбітон | Клімат : Кросбітон | Клімат : Кросбітон | Клімат : Кросбітон | Клімат : Кросбітон | Клімат : Кросбітон | Клімат : Кросбітон | Клімат : Кросбітон | Клімат : Кросбітон | Клімат : Кросбітон | Клімат : Кросбітон | Клімат : Кросбітон |
| Показник              | Січ.               | Лют.               | Бер.               | Квіт.              | Трав.              | Черв.              | Лип.               | Серп.              | Вер.               | Жовт.              | Лист.              | Груд.              | Рік                |
| Середній максимум, °C | 12,2               | 14,5               | 19,0               | 23,9               | 28,1               | 31,7               | 33,5               | 32,9               | 29,1               | 24,0               | 17,7               | 12,2               | 23,2               |
| Середній мінімум, °C  | −3,2               | −1,6               | 2,3                | 7,0                | 12,7               | 17,4               | 19,3               | 18,8               | 14,7               | 8,8                | 2,3                | −2,7               | 8,0                |
| Норма опадів, мм      | 21                 | 25                 | 36                 | 52                 | 70                 | 81                 | 60                 | 64                 | 76                 | 56                 | 28                 | 24                 | 592                |
| --------------------- | ------------------ | ------------------ | ------------------ | ------------------ | ------------------ | ------------------ | ------------------ | ------------------ | ------------------ | ------------------ | ------------------ | ------------------ | ------------------ |
| Джерело: NOAA         |                    |                    |                    |                    |                    |                    |                    |                    |                    |                    |                    |                    |                    |

## Демографія
Згідно з переписом 2010 року, у місті мешкала 1741 особа в 634 домогосподарствах у складі 460 родин. Густота населення становила 319 осіб/км².  Було 742 помешкання (136/км²).
Расовий склад населення:
| - 80,9 % — білих - 5,7 % — чорних або афроамериканців - 0,2 % — корінних американців - 11,3 % — осіб інших рас |

До двох чи більше рас належало 1,9 %. Частка іспаномовних становила 56,3 % від усіх жителів.
За віковим діапазоном населення розподілялося таким чином: 28,3 % — особи молодші 18 років, 53,1 % — особи у віці 18—64 років, 18,6 % — особи у віці 65 років та старші. Медіана віку мешканця становила 39,1 року. На 100 осіб жіночої статі у місті припадало 88,8 чоловіків;  на 100 жінок у віці від 18 років та старших — 87,5 чоловіків також старших 18 років.
Середній дохід на одне домашнє господарство  становив 44 424 долари США (медіана — 33 462), а середній дохід на одну сім'ю — 52 604 долари (медіана — 39 063). За межею бідності перебувало 34,0 % осіб, у тому числі 53,6 % дітей у віці до 18 років та 18,5 % осіб у віці 65 років та старших.
Цивільне працевлаштоване населення становило 770 осіб. Основні галузі зайнятості: освіта, охорона здоров'я та соціальна допомога — 30,8 %, роздрібна торгівля — 15,8 %, сільське господарство, лісництво, риболовля — 13,6 %.